# Aurora Consurgens (musikalbum)
Aurora Consurgens är det brasilianska heavy metal-bandet Angras sjätte studioalbum utgivet oktober 2006 av skivbolaget Steamhammer. Albumets titel kommer från den medeltida texten med samma namn som tillskrivs Thomas av Aquino, som senare användes av Carl Jung för att relatera drömmar till olika sinnestillstånd. Albumet är inte ett konceptalbum som Temple of Shadows var, men det fokuserar snarare på olika mentala störningar, som självmord, schizofreni, sociopati, bipolär sjukdom mm.

## Låtförteckning
1. "The Course of Nature" (Edu Falaschi, Kiko Loureiro) – 4:30
2. "The Voice Commanding You" (Rafael Bittencourt) – 5:29
3. "Ego Painted Grey" (Bittencourt, Loureiro) – 5:49
4. "Breaking Ties" (Felipe Andreoli, Falaschi) – 3:30
5. "Salvation: Suicide" (Bittencourt, Loureiro) – 4:22
6. "Window to Nowhere" (Bittencourt, Loureiro) – 6:01
7. "So Near So Far" (Loureiro) – 6:11
8. "Passing By" (Andreoli) – 6:31
9. "Scream Your Heart Out" (Loureiro) – 4:24
10. "Abandoned Fate" (Loureiro) – 3:09

Bonusspår på Japan-utgåvan
1. "Out of This World" (Bittencourt) – 4:35

"Out Of This World" skrevs för att hedra den första brasilianska astronauten, Marcos Pontes.
Rafael Bittencourt är för första gången ledsångare i en Angra-inspelning.

## Medverkande
Musiker (Angra-medlemmar)
- Edu Falaschi – sång, bakgrundssång, akustisk gitarr
- Kiko Loureiro – gitarr, keyboard, bouzouki (spår 7), orkesterarrangemang (spår 3, 5–7, 9, 10)
- Rafael Bittencourt – gitarr, bakgrundssång, sång (spår 11)
- Felipe Andreoli – basgitarr, ståbas (spår 10), gitarr (spår 8)
- Aquiles Priester – trummor

Bidragande musiker
- Fabrizio Di Sarno – keyboard, orkesterarrangemang (spår 1, 2, 4, 8)
- Zeca Loureiro, Rita Maria, Maurício Alves, Patricia Zanzoti – kör
- Júnior Rosetti – sampling, ljud-design

Produktion
- Dennis Ward – producent, ljudtekniker, ljudmix
- Thiago Bianchi – producent
- Antonio D. Pirani – exekutiv producent
- Mika Jussila – mastering
- Rafael Bittencourt – omslagsdesign
- Isabel de Amorim – omslagskonst
- Welison Calandria – foto